# Glomus microaggregatum
Glomus microaggregatum är en svampart som beskrevs av Koske, Gemma & P.D. Olexia 1986. Glomus microaggregatum ingår i släktet Glomus och familjen Glomeraceae.   Inga underarter finns listade i Catalogue of Life.